# 狗娃花属
狗娃花属（学名：Heteropappus）， 也称狗哇花属，是菊科下的一个属，为一年生或二年生草本植物。该属共有12种，分布于亚洲东部。

## 下级分类
- 狗娃花组 Sect. Heteropappus
- 假马兰组 Sect. Pseudocalimeris